# Tobias O. Keber
Tobias Oliver Keber (* 1974) ist ein deutscher Jurist. Seit dem 1. Juli 2023 ist er Landesbeauftragter für den Datenschutz und die Informationsfreiheit Baden-Württemberg.

## Leben
Keber studierte von 1994 bis 2000 Rechtswissenschaften an der Johannes Gutenberg-Universität Mainz. Nach seinem Rechtsreferendariat mit Stationen unter anderem bei einer mittelständischen Rechtsanwaltskanzlei (Immaterialgüterrecht) in Pretoria (Südafrika) war er zunächst als selbständiger Rechtsanwalt im Bezirk des Oberlandesgerichts Koblenz sowie als wissenschaftlicher Mitarbeiter und später als akademischer Rat an einem öffentlich-rechtlichen Lehrstuhl an der Johannes Gutenberg-Universität Mainz tätig.
2008 legte Keber seine Dissertationsschrift zum „Begriff des Terrorismus im Völkerrecht“ vor. Die Veröffentlichung der Arbeit wurde vom Auswärtigen Amt gefördert und im Bereich Rechtswissenschaft 2009 mit dem Preis der Landesbank Rheinland-Pfalz „beste Dissertation“ ausgezeichnet. Zeitgleich vertrat er die Professur für Wirtschaftsrecht, insbesondere öffentliches und internationales Medien- und Informationstechnikrecht an der Kölner Forschungsstelle für Medienrecht (Technische Hochschule Köln).
Keber war als Gastprofessor tätig, unter anderem an der Louis D. Brandeis School of Law an der University of Louisville (USA), der University of the West of England (Vereinigtes Königreich) sowie der Nationalen Universität Kiew-Mohyla-Akademie (Ukraine).
Von 2012 bis 2023 war Keber Professor für Medienrecht und Medienpolitik an der Hochschule der Medien Stuttgart. Er gründete gemeinsam mit Petra Grimm und Oliver Zöllner 2013 das Institut für Digitale Ethik. Er ist seit 2015 Vorsitzender des wissenschaftlichen Beirats der Gesellschaft für Datenschutz und Datensicherheit und ist Autor zahlreicher Publikationen zum nationalen und internationalen Medien-, IT- und Datenschutzrecht.
Am 24. Mai 2023 wählte der Landtag von Baden-Württemberg Keber als Nachfolger Stefan Brinks zum Landesbeauftragten für den Datenschutz und die Informationsfreiheit Baden-Württemberg. Keber trat sein Amt am 1. Juli 2023 an.

## Schriften
- Tobias O. Keber, Lutz Keppeler: Kommentierung der Art. 16, 18, 19 und 25 DSGVO, in: Schwartmann/Jaspers/Thüsing/Kugelmann (Hrsg.), Datenschutz-Grundverordnung mit Bundesdatenschutzgesetz, C.F. Müller, Heidelberg 2018.
- Tobias O. Keber: Stützen der Informationsgesellschaft – zur Rolle von Datenschutz und Datensicherheit im Mediensystem, in: Burk/Hennig/Heurich (Hrsg.), Privatheit in der digitalen Gesellschaft. Duncker & Humblot, Berlin 2018.
- Tobias O. Keber, Robin Mühlenbeck, Rolf Schwartmann: Social Media – soziale Netzwerke und Homepages sicher gestalten und nutzen. C.H. Beck, München 2018.
- Tobias O. Keber: Kapitel 20 Datenschutzrecht, Kapitel 23 IT-Strafrecht, in: Schwartmann (Hrsg.), Praxishandbuch Medien, IT- und Urheberrecht, 4. Auflage, C.F. Müller, Heidelberg 2018.
- Tobias O. Keber: Secrecy and publicness in digital democracies, in: Bottis (Ed.), PROCEEDINGS 7th International Conference on Information Law and Ethics (ICIL). University of Macedonia Press, 2016. Online: https://icil.gr/2016/icil/proceedings.
- Tobias O. Keber: Kommentierung § 11 JMStV, Jugendschutzprogramme, in: Bornemann/Erdemir (Hrsg.), Jugendmedienschutzstaatsvertrag. Nomos, Baden-Baden 2017.
- Tobias O. Keber: Der Begriff des Terrorismus im Völkerrecht – Entwicklungslinien im Vertrags- und Gewohnheitsrecht unter besonderer Berücksichtigung der Arbeiten zu einem „Umfassenden Übereinkommen zur Bekämpfung des Terrorismus“. Lang, Frankfurt a. M. 2009.
- Tobias O. Keber; Mark Cole, Udo Fink: Europäisches und internationales Medienrecht. C.F. Müller, Heidelberg 2008.